# Castor estufado

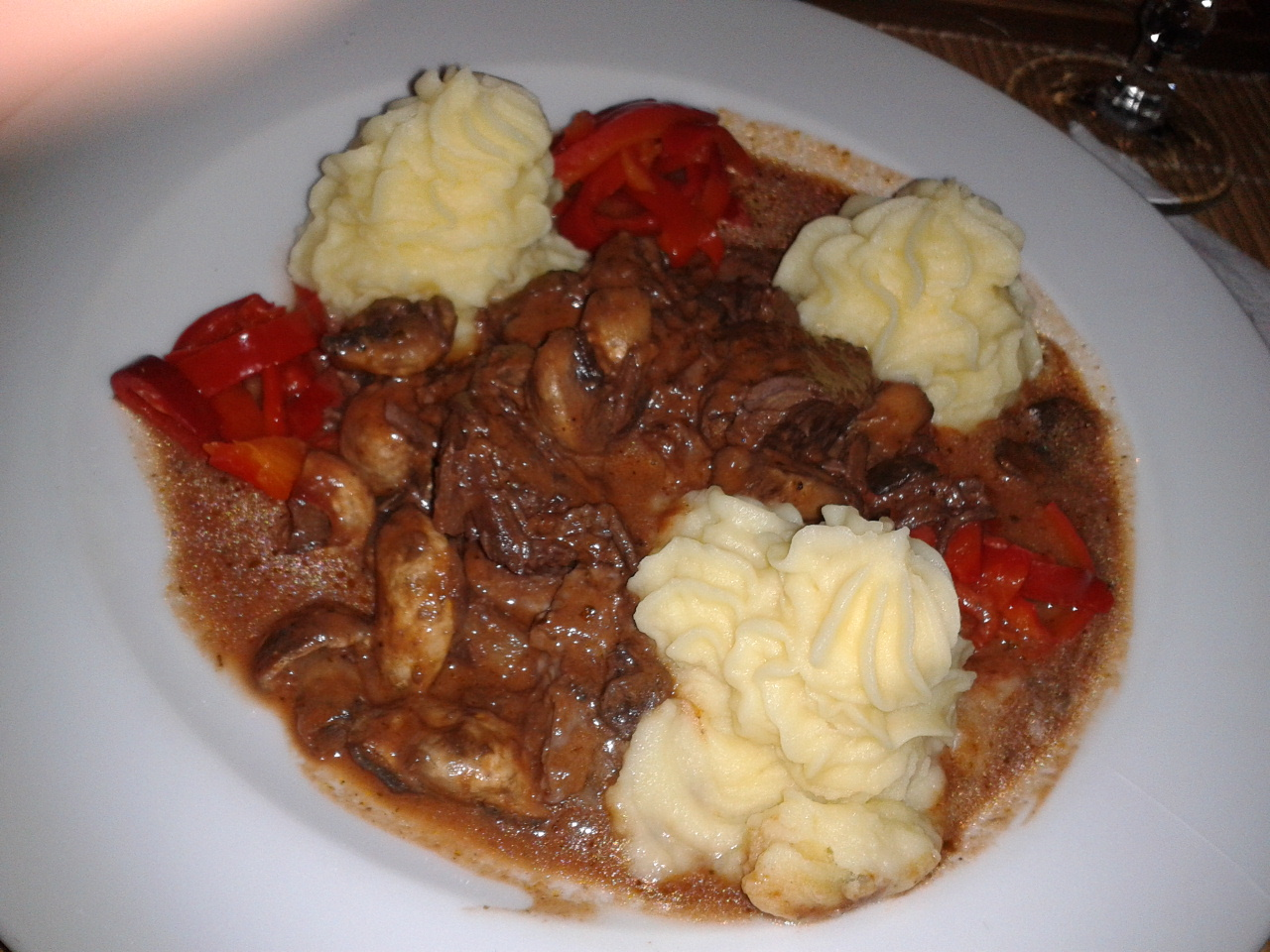
Castor estufado

Castor estufado (ou bebrienos troškinys, em lituano) é um prato tradicional da culinária da Lituânia.

Tal como o nome sugere, é preparado com carne de castor, sendo considerado um prato de caça.
A carne é marinada durante dois dias, com bagas de zimbro e outras especiarias. Em seguida, é cozinhada com cenoura, cebola, farinha, ameixas secas, nozes e cogumelos, entre outros ingredientes possíveis.
Este prato é normalmente acompanhado por puré de batata e salada.